# 滝久雄
滝 久雄（たき ひさお、1940年2月3日 - ）は、日本の実業家。株式会社エヌケービー取締役会長、株式会社ぐるなび取締役会長、公益財団法人日本交通文化協会理事長、文化功労者。
三菱金属鉱業株式会社、交通文化事業株式会社での勤務を経て、財団法人日本交通文化協会専務、株式会社エヌケービー社長、株式会社ぐるなび社長などを歴任した。

## 概要
東京府出身の実業家である。ぐるなび創業者で同社代表取締役会長兼社長、ぐるなびの母体であるエヌケービー取締役会長、日本交通文化協会理事長などを務めた。文化功労者。ペア碁考案者。1パーセントフォーアートを提唱し、パブリックアートの振興なども行った。

## 来歴

### 生い立ち
東京府東京市渋谷区神泉町生まれ。命名者は父が書生を務めていた秋田清。1943年から香川県大川郡丹生村に疎開し、1948年に大田区田園調布の家に戻る。大田区立田園調布小学校、大田区立田園調布中学校、東京都立小山台高等学校、東京工業大学理工学部機械工学科卒業。新卒で三菱金属鉱業（現：三菱マテリアル）に入社するが、企業家を目指して4年で退職。父・瀧冨士太郎の急逝に会い、父が創業した交通文化事業社（現：エヌケービー）を継承するとともに「情報伝達メディアの創出」をライフワークとする。

### 実業家として
1985年、公衆回線の自由化に合わせ、情報端末「JOYタッチ」を開発して東京駅の銀の鈴広場に設置し、コンテンツサービス事業の先駆けとなる。1996年、インターネット普及に合わせて飲食店検索サイト「ぐるなび」を開設し、その社長を経て会長を務める。
1999年運輸省交通文化賞受賞。2003年東京都功労賞受賞。2014年、蔵前工業会理事長に就任。2017年お茶の水女子大学国際交流・留学生プラザ建設のため10億円の寄付を行った。2018年、母校東京工業大学に30億円を寄付し、Hisao＆Hiroko Taki Plazaを建設。同年東京藝術大学国際交流拠点建設のため10億円を寄付。国立大学3校に計50億円の寄付を行い、同年2度（飾版）紺綬褒章を受章し、三島良直東京工業大学学長および後任の益一哉学長から伝達がなされた。2019年、文化庁長官表彰。食文化振興や、1パーセントフォーアート提唱などのパブリックアートの普及・振興活動、ペア碁の考案などが評価され、2020年には文化功労者に選出された。

## 人物
ペア碁の発案者であり、公益財団法人日本ペア碁協会の顧問を務める。妻の裕子は英文学者で全日本囲碁連合会長や、日本ペア碁協会の常務理事を務めるほか、囲碁対局サイトを運営する「株式会社パンダネット」（1962年6月創業、東京都千代田区丸の内3-4-1 新国際ビル8F）の代表取締役であり、久雄が代表を務める一般財団法人ホモコントリビューエンス研究所の役員である。

## 役職
- ぐるなび取締役会長
- エヌケービー取締役会長
- 公益財団法人日本交通文化協会理事長
- 株式会社エヌケービーシステム開発　代表取締役
- 株式会社滝久雄ビジネス研究所　代表取締役
- 株式会社フジトラベルセンター　代表取締役
- 株式会社ぐるなび総研　代表取締役社長
- 公益財団法人日本ペア碁協会　顧問
- 一般財団法人 ホモコントリビューエンス研究所　代表理事・会長
- 東京工業大学経営協議会委員
- 東京工業大学大学院イノベーションマネジメント研究科客員教授
- 東京大学生産技術研究所脳科学研究顧問研究員
- 京都大学大学院工学研究科非常勤講師
- 蔵前工業会副理事長
- 情報通信審議会委員
- 規制改革会議委員

## 受賞・栄典
- 1999年 第46回運輸省交通文化賞
- 2003年 東京都功労賞
- 2007年 蔵前工業会蔵前ベンチャー大賞
- 2008年 日本広告業協会功労賞
- 2010年「情報通信月間」総務大臣表彰
- 2016年 大倉喜七郎賞
- 2018年 紺綬褒章（2回、飾版）
- 2019年 文化庁長官表彰
- 2020年 文化功労者[23]
- 2023年 全広連日本宣伝賞・吉田賞[24]

## テレビ出演
- 日経スペシャル カンブリア宮殿 食の情報問屋を目指せ（2009年11月30日、テレビ東京）[25]

## 書籍

### 著書
- 『ぐるなび「No.1サイト」への道』（2006年4月20日、日本経済新聞社）ISBN 9784532312749
- 『やらなければならないことは、やりたいことにしよう！』（2010年2月22日、PHP研究所）ISBN 9784569703459

### 編著
- 『パブリックアートについて語り合う。 日本に「1%フォー・アーツ」の実現を』（編著:滝久雄）（2014年9月27日、中央公論美術出版）ISBN 9784805507278
- 『東京の多様性』（編著:滝久雄）（2021年1月19日、日経BPM）ISBN 9784532323820
- 『東京偏愛論 あなたが知らない東京の魅力を語る』（著者:隈研吾 大友克洋 日比野克彦、編著:滝久雄）（2023年3月22日、日経BP社）ISBN 9784296115709